# パセラ

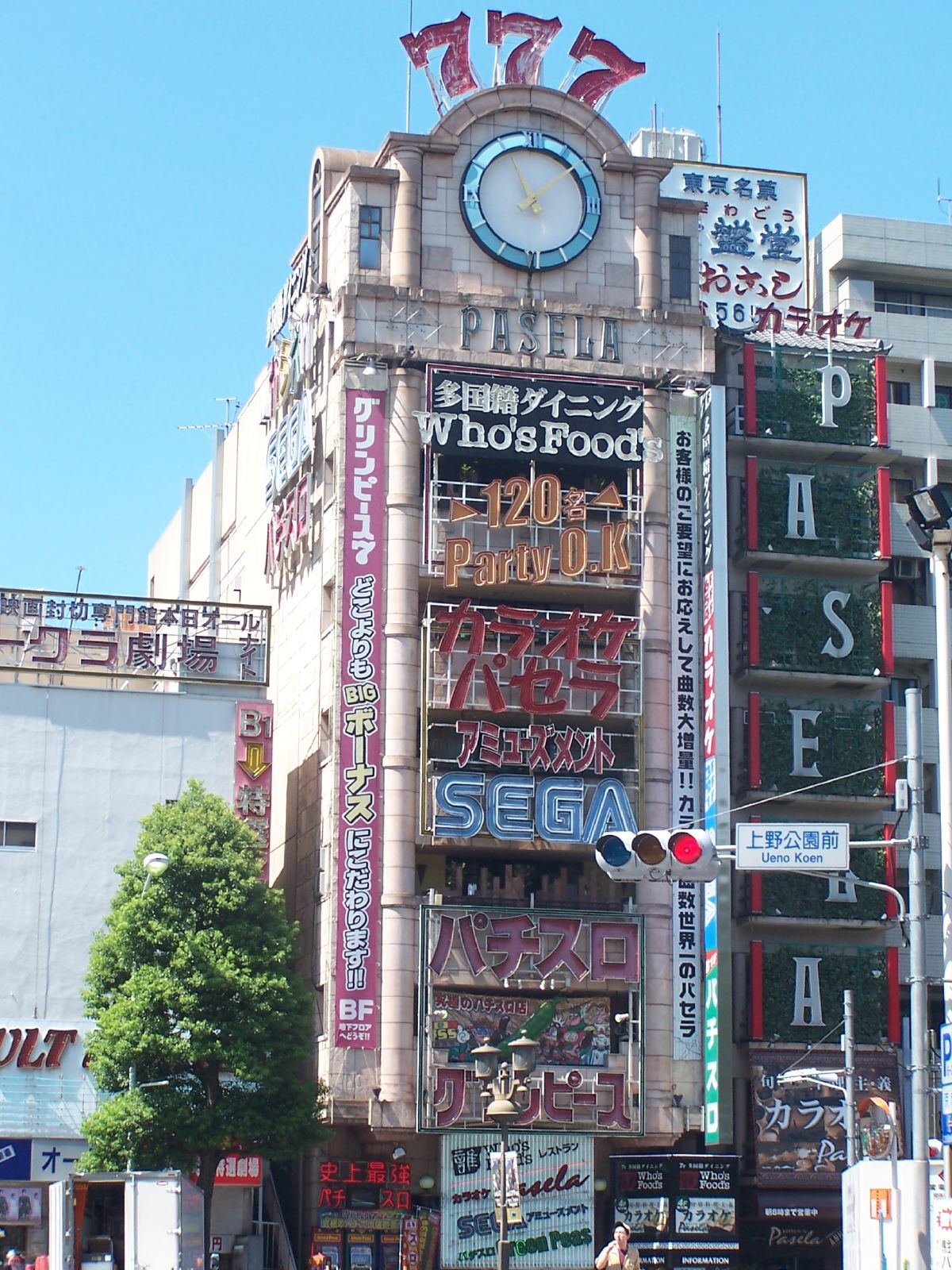
上野パセラビル（東京都台東区上野2丁目）

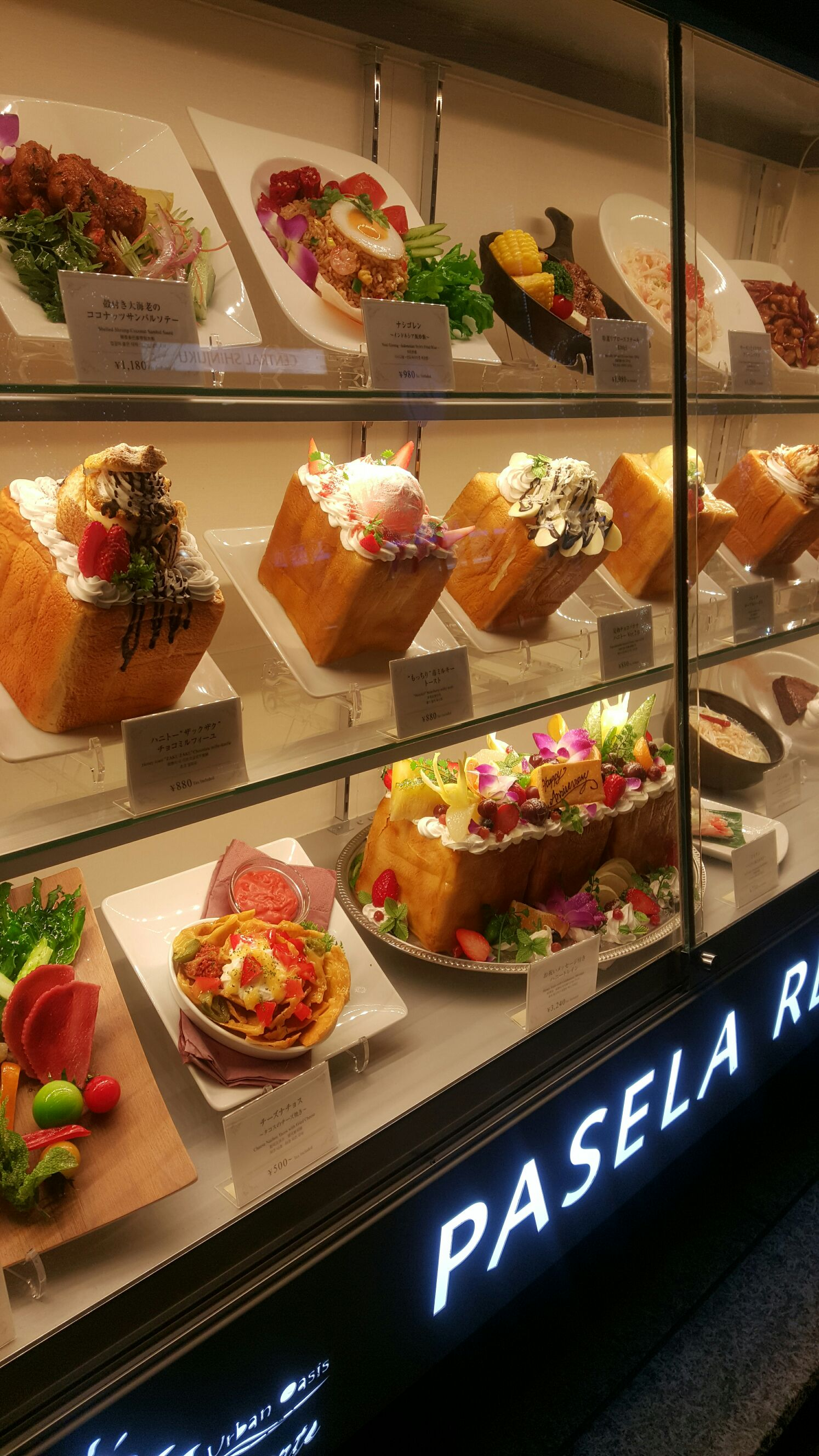
新宿パセラのショーケース（2017年2月）

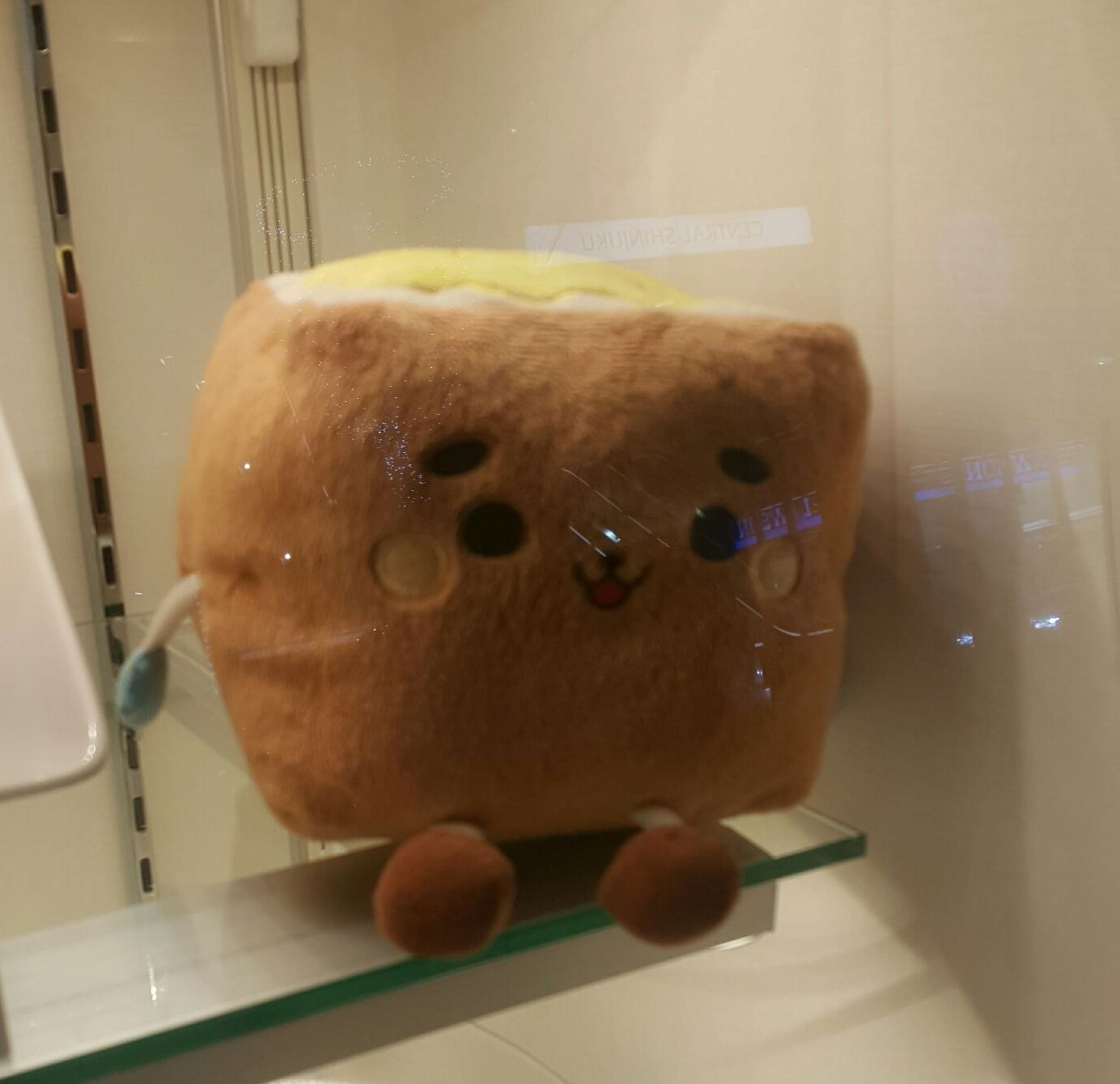
マスコットキャラクター「ハニトン」

パセラとは、株式会社ニュートンが首都圏および関西圏を中心に計19店舗（2018年1月現在）を展開運営する、複合エンターテインメント施設｢パセラリゾーツ｣の通称。同施設にあるレストランカラオケ｢カラオケパセラ｣の通称でもある。

## 概要
株式会社ニュートンの主力ブランドのひとつ。一棟のビルの中にカラオケボックスの他、レストラン、カフェ、スポーツバー、コラボ、ウェディング・パーティー、フォトスタジオ等を併設する形で事業の多角化を進めている。グループ共通のポイントカードとして「オアシス倶楽部」を運営している。

## 業態一覧
カラオケパセラ（カラオケ）
パセラリゾーツのカラオケ部門であるカラオケパセラは、レストランカラオケのパイオニアとして｢都会で楽しむアジアンリゾート｣をテーマに、首都圏および関西圏を中心に計19店舗（2018年1月現在）展開する。
全店舗でカラオケ機器統合配信システム「Σsystem」（シグマシステム）の導入による、日本のカラオケチェーン店では最多クラスの約150万曲を配信。特にアニメ・特撮、近年では声優関連の楽曲が充実している事でも知られる。近年ではTOKYO MX他で放送されていたアニメ情報番組『アニメTV』のスポンサーに参画して同社施設内での番組収録や、アニメ・声優関連のイベント会場としても多く利用されている。
ここ数年、カラオケ利用としてだけではなく、個室レストランやシアター、子供連れママ会、ビジネスコワーキングスペースとしてなど、多様な利用のされ方が増えてきている。
カラオケルームでもレストラン同様に、専用の厨房で料理人が調理する本格的な料理が楽しめる。店舗で提供する食事に対し、顧客から指摘があった際に返金対応する「お味保証制度」なるシステムがある。
2017年にはオリコン日本顧客満足度ランキングのカラオケボックスにおいて、3年連続となる第1位を獲得。
フーズフーズ（レストラン）
世界各国の料理が楽しめる多国籍アジアンダイニング。
カスケード（レストラン）
旬鮮料理とアジアンリゾート空間が楽しめるリゾートダイニング。
バハマール（レストラン）
本格多国籍料理を朝まで楽しめる楽園ダイニング。
アクア（レストラン）
本格ナポリピッツァ、ロテサリーチキン、タパス、ワインが愉しめるカジュアルイタリアン&バル。
スコール（グリル＆スイーツ）
パン・スープ・カレー・サラダなどが食べ放題のグリルと24時間持帰り可能なスイーツカフェ。
ナチュラルレリーフ（エンターテイメントフロア）
パセラリビング（貸切フロア式ホテル）
パセラウンジ（貸切フロア）
バトゥール（ブライダル＆パーティースペース）
バリリゾートをテーマにしたウエディングスペース。
ルフール（ブライダル＆パーティースペース）
4種の会場から選べるウェディングスペース。
ベノア（ダーツバー＆パーティースペース）
照明・音響設備が充実したスタイリッシュパーティースペース。
ガムランボール（ダーツバー＆パーティースペース）
バリ島の高級リゾートをイメージしたモダンスペース。
グレースバリ（パーティースペース）
あらゆる演出が可能なバリ風パーティースペース。
ハニトーカフェ（カフェ）
生地から作るオリジナルハニトーが名物のベーカリーカフェ。
プルメリアカフェ（カフェ）
パティシエケーキと自家製生パスタが楽しめる陽だまりカフェ。
スコールカフェ（カフェ）
フランス帰りの人気パティシエが作る魔法のスイーツ&ガレットが楽しめる。
パセラ珈琲店（カフェ）
「健康的」と「地域の触れあい」がコンセプトの地域密着型コミュニティカフェ。
スタジオパセラ（フォトスタジオ）
「大切な人との想い出を形に。」をコンセプトにしたハートフル・フォトスタジオ。
インダバリ（ショップ）
バリ島直輸入の家具と雑貨を取揃える。
エンターテイメントバー（企業コラボ）
「LUIDA'S BAR」｢仮面ライダー・ザ・ダイナー｣、｢カプコンバー｣、｢エオルゼアカフェ｣、｢オトメイトカフェ｣、｢KING×PASELA CAFE｣の常設店舗のほか、スポット展開のコラボカフェ実施を行う。
P.A.R.M.S（劇場型ビュッフェレストラン）
グループ初登場の劇場併設型のエンターテインメントレストラン。
パセラのコワーク（コワーキングスペース）
個室のあるコワーキングスペース。

## 店舗情報
情報は2018年1月現在。最新の情報は、公式サイト内の 店舗一覧 を参照のこと。
関東地区
- パセラリゾーツ銀座店
- パセラリゾーツ赤坂店
- パセラリゾーツ六本木店
- パセラリゾーツ渋谷店
- パセラリゾーツグランデ渋谷店
- パセラリゾーツ新宿本店
- パセラリゾーツ新宿靖国通り店
- パセラリゾーツ新宿歌舞伎町店
- パセラリゾーツ池袋本店
- パセラリゾーツ池袋西口店
- パセラリゾーツ上野公園前店
- パセラリゾーツ上野御徒町店
- パセラリゾーツAKIBAマルチエンターテインメント
- パセラリゾーツ秋葉原電気街店
- パセラリゾーツ秋葉原昭和通り館
- パセラリゾーツ横浜関内店
- パセラリゾーツ横浜西口ハマボール店

関西地区
- パセラリゾーツ天王寺店
- パセラリゾーツなんば道頓堀店

## ニュートン・サンザグループ
株式会社NSグループ（旧・株式会社ナチュラル総研）を中心とする企業グループ。パセラ以外に以下のような事業も行っている。
- 安心お宿 - カプセルホテル
- バリアンリゾート - バリ島風リゾートホテル
- グリンピース - パチスロ店。最盛期には9店舗を展開していたが、最後に残った池袋西口店が2023年1月29日に閉店し、パチンコ業界からは撤退する[2]。
- 愛犬の駅・愛犬お宿・愛犬ヴィレッジ - ペットと共に利用できるドライブイン・ホテル等